# Berlingero da Taranto
Berlingero da Taranto (... – XII secolo) è stato un letterato, giurista e traduttore italiano.

## Biografia
Originario di Taranto, venne chiamato da Guglielmo I di Sicilia a Palermo a tradurre delle opere dal greco in latino.
Scrisse una biografia dell'arcivescovo Drogone (Vita Draconis Archiepiscopi Tarentini) e un'agiografia di San Cataldo (Vita e Historia inventionis corporis S. Cataldi). In queste opere si parla per la prima volta del ritrovamento delle reliquie del santo vescovo mentre si scavavano le fondamenta per la riedificazione della cattedrale, distrutta dai  saraceni nel 927, e della traslazione del corpo.